# 昌吉回族自治州
昌吉回族自治州（しょうきつ-かいぞく-じちしゅう）は中華人民共和国新疆ウイグル自治区に位置する自治州。自治区中部に位置する回族の地級民族区域自治単位である。
2007年6月30日の米泉市のウルムチ市への編入により、真ん中から分断された形になる。

## 行政区画
2県級市・4県・1自治県を管轄。
- 県級市：
  - 昌吉市・阜康市
- 県：
  - ジムサル県（吉木薩爾県）・奇台県・マナス県（瑪納斯県）・フトビ県（呼図壁県）
- 自治県：
  - モリ・カザフ自治県（木塁哈薩克自治県）

| 昌吉回族自治州の地図                                                 |
| -------------------------------------------------------------------- |
| 昌吉市 阜康市 フトビ県 マナス県 奇台県 ジムサル県 モリ・カザフ自治県 |

### 年表
この節の出典

#### 新疆省昌吉回族自治州
- 1954年3月16日 - 新疆省ウルムチ専区ウルムチ県・米泉県・昌吉県を編入。昌吉回族自治州が成立。(3県)
- 1955年9月13日 - 新疆ウイグル自治区の成立により、新疆ウイグル自治区昌吉回族自治州となる。

#### 新疆ウイグル自治区昌吉回族自治州
- 1958年4月28日 - ウルムチ専区阜康県・ジムサル県・奇台県・マナス県・フトビ県・モリ・カザフ自治県を編入。(8県1自治県)
- 1959年11月9日 - ウルムチ県がウルムチ市に編入。(7県1自治県)
- 1976年1月2日 - マナス県が石河子地区に編入。(6県1自治県)
- 1978年6月5日 - 石河子地区マナス県を編入。(7県1自治県)
- 1983年7月21日 - 昌吉県が市制施行し、昌吉市となる。(1市6県1自治県)
- 1992年11月3日 - 阜康県が市制施行し、阜康市となる。(2市5県1自治県)
- 1996年12月30日 - 米泉県が市制施行し、米泉市となる。(3市4県1自治県)
- 2002年9月17日 - 米泉市・昌吉市の各一部が合併し、自治区直轄県級行政区の五家渠市となる。(3市4県1自治県)
- 2007年6月30日 - 米泉市がウルムチ市東山区と合併し、ウルムチ市米東区となる。(2市4県1自治県)

## 民族構成
| 民族       | 人口      | 比率   |
| ---------- | --------- | ------ |
| 漢族       | 1,129,384 | 75,14% |
| 回族       | 173,563   | 11.55% |
| カザフ族   | 119,942   | 7.98%  |
| ウイグル族 | 58,984    | 3.92%  |
| モンゴル族 | 6,062     | 0.4%   |
| 東郷族     | 2,908     | 0.19%  |
| 満族       | 2,828     | 0.19%  |
| ウズベク族 | 2,189     | 0.15%  |
| その他     | 7,237     | 0.48%  |

※2000年国勢調査